# Kościół św. Jana Chrzciciela w Leszczawie Dolnej
Kościół św. Jana Chrzciciela w Leszczawie Dolnej – świątynia rzymskokatolicka w gminie Bircza, w powiecie przemyskim. 
Kościół parafialny w Leszczawie Dolnej należy do dekanatu birczańskiego w diecezji przemyskiej.